# WTA-seizoen 1992

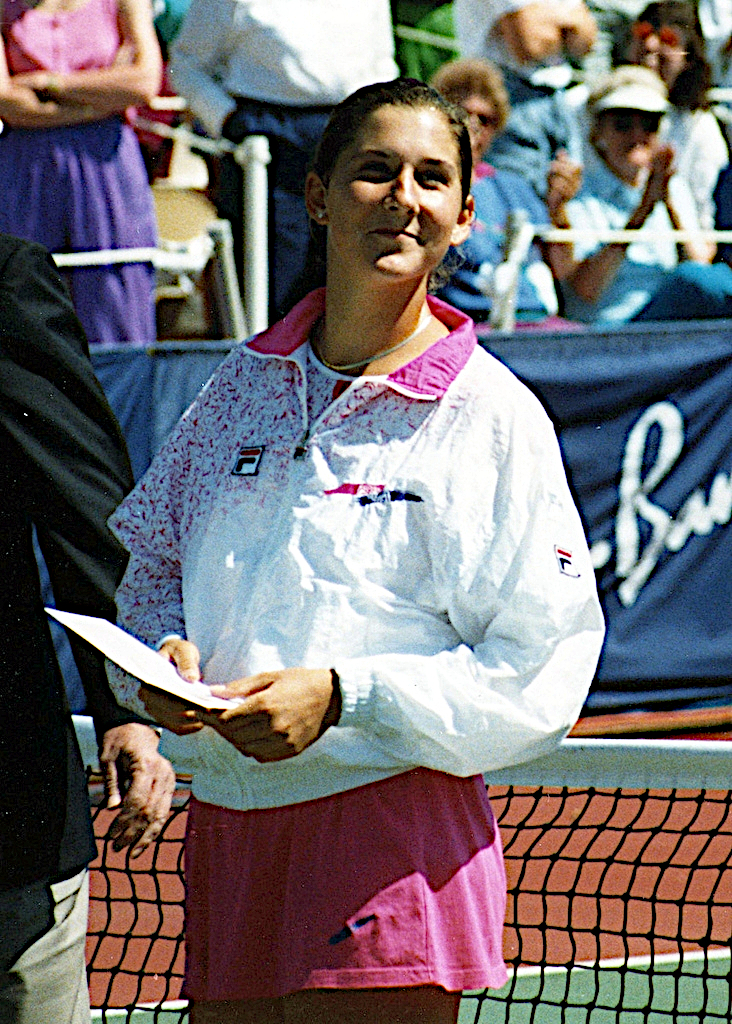
Winnares van de meeste enkelspeltitels: Monica Seles

De WTA organiseerde in het seizoen 1992 onderstaande tennistoernooien.

## Winnaressen enkelspel met meer dan twee titels
| speelster           | aantal titels |
| ------------------- | ------------- |
| Monica Seles        | 10            |
| Steffi Graf         | 8             |
| Gabriela Sabatini   | 5             |
| Martina Navrátilová | 4             |
| Mary Pierce         | 3             |

## WTA-toernooikalender 1992
| Startdatum hoofdtoernooi | Officiële naam van het toernooi        | Land, stad                         | Cat.     | ($)       | Ondergrond        | Winnares enkelspel           |         |
| ------------------------ | -------------------------------------- | ---------------------------------- | -------- | --------- | ----------------- | ---------------------------- | ------- |
| 1991-12-30               | Danone Open                            | Australië, Brisbane                | Tier IV  | 150.000   | hardcourt, buiten | Nicole Provis                | details |
| 1992-01-06               | NSW Open Tournament of Champions       | Australië, Sydney                  | Tier III | 225.000   | hardcourt, buiten | Gabriela Sabatini            | details |
| 1992-01-13               | Australian Open                        | Australië, Melbourne               | G.S.     | 2.000.000 | hardcourt, buiten | Monica Seles                 | details |
| 1992-01-27               | Nutri-Metics Bendon Classic            | Nieuw-Zeeland, Auckland            | Tier V   | 100.000   | hardcourt, buiten | Robin White                  | details |
| 1992-01-27               | Toray Pan Pacific Open                 | Japan, Tokio                       | Tier II  | 350.000   | tapijt, binnen    | Gabriela Sabatini            | details |
| 1992-02-03               | Fernleaf Butter Classic                | Nieuw-Zeeland, Wellington          | Tier V   | 100.000   | hardcourt, buiten | Noëlle van Lottum            | details |
| 1992-02-03               | Mizuno World Ladies                    | Japan, Osaka                       | Tier III | 150.000   | tapijt, binnen    | Helena Suková                | details |
| 1992-02-03               | Nokia Grand Prix                       | Duitsland, Essen                   | Tier II  | 350.000   | tapijt, binnen    | Monica Seles                 | details |
| 1992-02-10               | International Austrian Indoor Champ's  | Oostenrijk, Linz                   | Tier V   | 100.000   | tapijt, binnen    | Natalia Medvedeva            | details |
| 1992-02-10               | VS of Chicago                          | Verenigde Staten, Chicago          | Tier II  | 350.000   | tapijt, binnen    | Martina Navrátilová          | details |
| 1992-02-17               | Cesena Championships                   | Italië, Cesena                     | Tier V   | 100.000   | tapijt, binnen    | Mary Pierce                  | details |
| 1992-02-17               | VS of Oklahoma                         | Verenigde Staten, Oklahoma         | Tier IV  | 150.000   | hardcourt, binnen | Zina Garrison                | details |
| 1992-02-24               | Matrix Essentials Evert Cup            | Verenigde Staten, Indian Wells     | Tier II  | 350.000   | hardcourt, buiten | Monica Seles                 | details |
| 1992-03-02               | VS of Florida                          | Verenigde Staten, Boca Raton       | Tier I   | 550.000   | hardcourt, buiten | Steffi Graf                  | details |
| 1992-03-13               | Lipton International Championships     | Verenigde Staten, Miami            | Tier I   | 800.000   | hardcourt, buiten | Arantxa Sánchez Vicario      | details |
| 1992-03-23               | Acura US Hardcourt Champ's             | Verenigde Staten, San Antonio      | Tier III | 225.000   | hardcourt, buiten | Martina Navrátilová          | details |
| 1992-03-26               | Light 'n' Lively Doubles Championships | Verenigde Staten, Wesley Chapel    | WTA      | 175.000   | gravel, buiten    | Jana Novotná Larisa Neiland† | details |
| 1992-03-30               | Family Circle Cup                      | Verenigde Staten, Hilton Head Isl. | Tier I   | 550.000   | gravel, buiten    | Gabriela Sabatini            | details |
| 1992-04-06               | Suntory Japan Open                     | Japan, Tokio                       | Tier IV  | 150.000   | hardcourt, buiten | Kimiko Date                  | details |
| 1992-04-06               | Bausch & Lomb Championships            | Verenigde Staten, Amelia Island    | Tier II  | 350.000   | gravel, buiten    | Gabriela Sabatini            | details |
| 1992-04-13               | Volvo Open                             | Thailand, Pattaya                  | Tier V   | 100.000   | hardcourt, buiten | Sabine Appelmans             | details |
| 1992-04-13               | VS of Houston                          | Verenigde Staten, Houston          | Tier II  | 350.000   | gravel, buiten    | Monica Seles                 | details |
| 1992-04-20               | Women's Open Malaysia                  | Maleisië, Kuala Lumpur             | Tier IV  | 100.000   | hardcourt, binnen | Yayuk Basuki                 | details |
| 1992-04-20               | Open Seat of Spain                     | Spanje, Barcelona                  | Tier III | 225.000   | gravel, buiten    | Monica Seles                 | details |
| 1992-04-27               | Ilva Trophy                            | Italië, Tarente                    | Tier V   | 100.000   | gravel, buiten    | Julie Halard                 | details |
| 1992-04-27               | Citizen Cup                            | Duitsland, Hamburg                 | Tier II  | 350.000   | gravel, buiten    | Steffi Graf                  | details |
| 1992-05-04               | Belgian Open                           | België, Waregem                    | Tier V   | 100.000   | gravel, buiten    | Wiltrud Probst               | details |
| 1992-05-04               | Peugeot Italian Open                   | Italië, Rome                       | Tier I   | 550.000   | gravel, buiten    | Gabriela Sabatini            | details |
| 1992-05-11               | Lufthansa Cup German Open              | Duitsland, Berlijn                 | Tier I   | 550.000   | gravel, buiten    | Steffi Graf                  | details |
| 1992-05-18               | European Open                          | Zwitserland, Luzern                | Tier IV  | 150.000   | gravel, buiten    | Amy Frazier                  | details |
| 1992-05-18               | Internationaux de Strasbourg           | Frankrijk, Straatsburg             | Tier IV  | 150.000   | gravel, buiten    | Judith Wiesner               | details |
| 1992-05-25               | Roland Garros                          | Frankrijk, Parijs                  | G.S.     | 3.277.836 | gravel, buiten    | Monica Seles                 | details |
| 1992-06-08               | Dow Classic                            | Verenigd Koninkrijk, Birmingham    | Tier IV  | 150.000   | gras, buiten      | Brenda Schultz               | details |
| 1992-06-15               | Pilkington Glass Championships         | Verenigd Koninkrijk, Eastbourne    | Tier II  | 350.000   | gras, buiten      | Lori McNeil                  | details |
| 1992-06-22               | Wimbledon                              | Verenigd Koninkrijk, Londen        | G.S.     | 3.000.000 | gras, buiten      | Steffi Graf                  | details |
| 1992-07-06               | Torneo Internazionale                  | Italië, Palermo                    | Tier IV  | 100.000   | gravel, buiten    | Mary Pierce                  | details |
| 1992-07-06               | Citroën Cup Austrian Open              | Oostenrijk, Kitzbühel              | Tier IV  | 150.000   | gravel, buiten    | Conchita Martínez            | details |
| 1992-07-20               | Internazionali di Tennis               | San Marino, San Marino             | Tier V   | 100.000   | gravel, buiten    | Magdalena Maleeva            | details |
| 1992-07-20               | HTC Prague Open                        | Tsjechië, Praag                    | Tier IV  | 100.000   | gravel, buiten    | Radomira Zrubáková           | details |
| 1992-07-28               | Olympische spelen                      | Spanje, Barcelona                  | O.S.     |           | gravel, buiten    | Jennifer Capriati            | details |
| 1992-08-10               | VS of Los Angeles                      | Verenigde Staten, Los Angeles      | Tier II  | 350.000   | hardcourt, buiten | Martina Navrátilová          | details |
| 1992-08-17               | Canadian Open                          | Canada, Montréal                   | Tier I   | 550.000   | hardcourt, buiten | Arantxa Sánchez Vicario      | details |
| 1992-08-24               | OTB International Open                 | Verenigde Staten, Schenectady      | Tier V   | 100.000   | hardcourt, buiten | Barbara Rittner              | details |
| 1992-08-24               | Mazda Classic                          | Verenigde Staten, San Diego        | Tier III | 225.000   | hardcourt, buiten | Jennifer Capriati            | details |
| 1992-08-31               | US Open                                | Verenigde Staten, New York         | G.S.     | 3.734.850 | hardcourt, buiten | Monica Seles                 | details |
| 1992-09-14               | Clarins Open                           | Frankrijk, Parijs                  | Tier IV  | 150.000   | gravel, buiten    | Sandra Cecchini              | details |
| 1992-09-21               | Nichirei International Championships   | Japan, Tokio                       | Tier II  | 350.000   | hardcourt, buiten | Monica Seles                 | details |
| 1992-09-28               | Open Whirlpool                         | Frankrijk, Bayonne                 | Tier IV  | 150.000   | tapijt, binnen    | Manuela Maleeva              | details |
| 1992-09-28               | P&G Open                               | Taiwan, Taipei                     | Tier IV  | 100.000   | hardcourt, buiten | Shaun Stafford               | details |
| 1992-09-28               | Volkswagen Cup                         | Duitsland, Leipzig                 | Tier III | 225.000   | tapijt, binnen    | Steffi Graf                  | details |
| 1992-10-05               | European Indoors                       | Zwitserland, Zürich                | Tier II  | 350.000   | tapijt, binnen    | Steffi Graf                  | details |
| 1992-10-12               | Porsche Tennis GP                      | Duitsland, Filderstadt             | Tier II  | 350.000   | hardcourt, binnen | Martina Navrátilová          | details |
| 1992-10-19               | Midland Bank Championships             | Verenigd Koninkrijk, Brighton      | Tier II  | 350.000   | tapijt, binnen    | Steffi Graf                  | details |
| 1992-10-26               | Puerto Rico Open                       | Puerto Rico, San Juan              | Tier IV  | 150.000   | hardcourt, buiten | Mary Pierce                  | details |
| 1992-11-02               | Bank of the West Classic               | Verenigde Staten, Oakland          | Tier II  | 350.000   | tapijt, binnen    | Monica Seles                 | details |
| 1992-11-09               | Indianapolis Tennis Classic            | Verenigde Staten, Indianapolis     | Tier IV  | 150.000   | hardcourt, binnen | Helena Suková                | details |
| 1992-11-09               | VS of Philadelphia                     | Verenigde Staten, Philadelphia     | Tier II  | 350.000   | tapijt, binnen    | Steffi Graf                  | details |
| 1992-11-16               | WTA Championships                      | Verenigde Staten, New York         | WTA      | 3.000.000 | tapijt, binnen    | Monica Seles                 | details |

† dubbelspeltoernooi

## Primeurs
Speelsters die in 1992 hun eerste WTA-enkelspeltitel wonnen:
- Nicole Provis (Australië) in Brisbane, Australië
- Noëlle van Lottum (Frankrijk) in Wellington, Nieuw-Zeeland
- Kimiko Date (Japan) in Tokio, Japan
- Magdalena Maleeva (Bulgarije) in San Marino
- Barbara Rittner (Duitsland) in Schenectady, NY, VS
- Shaun Stafford (VS) in Taipei, Taiwan